# Generation Swine
Albums de Mötley Crüe
Quaternary
(1994) New Tattoo
(2000)
Singles
1. Afraid
Sortie : mai 1997
2. Beauty
Sortie : septembre 1997

Generation Swine est le 7e album studio du groupe de heavy metal américain Mötley Crüe. Il est sorti le 24 juin 1997 sous le label Elektra Records et a été produit par Scott Humphrey. Il marque le retour du chanteur originel Vince Neil. 

## Historique
Cet album fut enregistré dans différents studios de Los Angeles entre 1995 et 1997.
Generation Swine démontre un changement dans l'orientation musicale du groupe. Certains le qualifieront de "metal alternatif" et d'autres resteront simplement au heavy metal. En effet, les effets spéciaux et toute la qualité sonore en général distinguera cet album des autres du groupe. Le groupe a commencé à travailler sur cet album alors que John Corabi était encore membre du Crüe. Le titre de travail du disque était Personality #9. Il est donc normal de trouver Corabi crédité à l'écriture de certains titres sur cet album. Il est à noter que le bassiste Nikki Sixx chante lui-même sa composition Rocketship et que le batteur Tommy Lee chante la sienne, Brandon.
Cet album se classa directement dès son entrée à la quatrième place du Billboard 200 américain. La chanson "Afraid", sortie en single, reste la plus populaire de l'album et se classa à la 10e place dans les charts Mainstream Rock Tracks du Billboard magazine américain. Elle bénéficiera d'un vidéo-clip. Le deuxième single sera Beauty et se classa à la 37e place des Mainstream Rock Tracks.
L'album a été remasterisé par Mötley Crüe en 2003 comme tous les autres albums du groupe. Sur la version remastered de 2003, figurent six titres bonus dont deux inédits, une démo et un, Confession, sur lequel Tommy Lee, le batteur, chante.

## Liste des titres
| No  | Titre                  | Paroles              | Musique                    | Durée |
| --- | ---------------------- | -------------------- | -------------------------- | ----- |
| 1.  | Find Myself            | Nikki Sixx           | Sixx, Tommy Lee, Mick Mars | 2:51  |
| 2.  | Afraid                 | Sixx                 | Sixx                       | 4:07  |
| 3.  | Flush                  | Sixx                 | Sixx, Lee, John Corabi     | 5:03  |
| 4.  | Generation Swine       | Sixx                 | Sixx, Lee                  | 4:39  |
| 5.  | Confessions            | Lee                  | Mars, Lee                  | 4:21  |
| 6.  | Beauty                 | Sixx, Scott Humphrey | Sixx, Lee, Humphrey        | 3:47  |
| 7.  | Glitter                | Sixx, Bryan Adams    | Sixx, Adams, Humphrey      | 5:00  |
| 8.  | Anybody Out There?     | Sixx                 | Sixx, Lee                  | 1:50  |
| 9.  | Let Us Prey            | Sixx, Corabi         | Sixx                       | 4:22  |
| 10. | Rocketship             | Sixx                 | Sixx                       | 2:05  |
| 11. | A Rat Like Me          | Sixx                 | Sixx                       | 4:13  |
| 12. | Shout at the Devil '97 | Sixx                 | Sixx                       | 3:43  |
| 13. | Brandon                | Lee                  | Lee                        | 3:25  |

### Réédition 2003
| No  | Titre                                      | Paroles                       | Musique                       | Durée |
| --- | ------------------------------------------ | ----------------------------- | ----------------------------- | ----- |
| 14. | Afraid ((Swine/Jimbo Mix))                 | Sixx                          | Sixx                          | 3:58  |
| 15. | Wreck Me (inédit)                          | Sixx, Lee, Mars, Vince Neil   | Sixx, Lee, Mars, Neil         | 4:12  |
| 16. | Kiss the Sky (inédit)                      | Sixx, Lee, Mars, Neil, Corabi | Sixx, Lee, Mars, Neil, Corabi | 4:47  |
| 17. | Rocketship (démo)                          | Sixx                          | Sixx                          | 1:37  |
| 18. | Confessions (démo avec chant de Tommy Lee) | Lee                           | Lee, Mars                     | 3:35  |
| 19. | Afraid (clip vidéo)                        | Sixx                          | Sixx                          | 3:58  |

## Musiciens
Mötley Crüe
- Vince Neil - chant
- Mick Mars - guitares
- Nikki Sixx - basse, chœurs, guitare, chant sur Rocket Ship
- Tommy Lee - batterie, chœurs, piano, chant sur Confession

Musiciens additionnels
- David Darling - guitare
- Suzie Katayama - violoncelle
- Bennet Salve - cordes
- David Paich - piano, clavecin
- Scott Humphrey - synthétiseur, programmation informatique et chœurs.

## Charts et certification

### Album
Charts
| Pays        | Durée du classement | Meilleur classement | Date            |
| ----------- | ------------------- | ------------------- | --------------- |
| Australie   | 1 semaine           | 34e                 | 6 juillet 1997  |
| Canada      | 5 semaines          | 10e                 | 7 juillet 1997  |
| États-Unis  | 9 semaines          | 4e                  | 12 juillet 1997 |
| Royaume-Uni | 1 semaine           | 80e                 | 28 juin 1997    |
| Suède       | 3 semaines          | 18e                 | 4 juillet 1997  |

Certification
| Pays       | Certification | Ventes    | Date         |
| ---------- | ------------- | --------- | ------------ |
| États-Unis | Or            | 500 000 + | 26 août 1997 |

### Singles
| Single | Chart                  | Durée du classement | Position | Date              |
| ------ | ---------------------- | ------------------- | -------- | ----------------- |
| Afraid | Mainstream Rock Tracks | 12 semaines         | 10e      | 5 juillet 1997    |
| Afraid | UK Singles Chart       | 2 semaines          | 58e      | 19 juillet 1997   |
| Beauty | Mainstream Rock Tracks | 3 semaines          | 37e      | 20 septembre 1997 |